# ロジェ・カイヨワ
ロジェ・カイヨワ（Roger Caillois、1913年3月3日 - 1978年12月21日）は、フランスの文芸批評家、社会学者、哲学者。神話、戦争、遊び、夢など、多岐にわたる研究・著作をした。

## 経歴
1913年にフランスのランスで生まれた。死地はル・クレムラン＝ビセートル。子供のころにパリへ移住して名門リセ・ルイ＝ル＝グランへは他のリセを卒業後にグランゼコール入学試験に備えるため同校グランゼコール準備級へ入学した。カイヨワはここで好成績を収めて高等師範学校へ進学し、1933年に卒業した。その後、高等研究実習院(École Pratique des Hautes Études)でジョルジュ・デュメジルやアレクサンドル・コジェーヴ、マルセル・モースといった思想家のもとで学んだ。
第一次世界大戦前の一時期は、反ファシズム闘争などの左翼的政治活動に関わるようになっていったことが特筆される。またパリの前衛的な知識人とも深くかかわり、1936年にはジョルジュ・バタイユを発起人とする社会学研究会(College of Sociology)にミシェル・レリスやピエール・クロソウスキー、コジェーヴらとともに参加した。この研究会の運動は1920年代に支配的であったシュルレアリスムへの返答でもあり、シュルレアリストたちの関心事である個人の無意識という想像の生ではなく儀式や共同性の力というものに焦点を当てて追究するものであった。カイヨワの人類学や社会学、あるいは「聖なるもの」への関心などがこのアプローチを例示している。
カイヨワは1939年にフランスを離れ、第二次世界大戦の終わるまでをアルゼンチンで過した。戦時中は反ナチ文書の執筆者・編集者としてラテンアメリカにおけるナチズムの浸潤と戦った。戦後の1948年にはユネスコで働き、広く旅してまわることとなった。1971年にはアカデミー・フランセーズに当選。その後もユネスコの創刊した学際雑誌『ディオゲネス』や、ボルヘスやカルペンティエールなどの現代ラテンアメリカ文学作家の作品を翻訳してフランスへ紹介する雑誌『La Croix du Sud（南十字星）』（ガリマール書店）の発行人・編集者としての活動も旺盛に行なった。
没後「ロジェ・カイヨワ賞」が設けられた。

## 研究内容・業績
- 神話、戦争、遊び、夢など、多岐にわたる研究と著作を残した。
- 著書としてはヨハン・ホイジンガの『ホモ・ルーデンス』に影響されて執筆した『遊びと人間』が有名で、カイヨワはその中で「遊び」を〈アゴーン（競争：文字通り徒競走など）〉、〈アレア（偶然：ルーレットなど）〉、〈ミミクリー（模倣：演劇やRPGなど）〉、〈イリンクス（眩暈：絶叫マシーンなど）〉の4種類に分類して考察している。

## 著書
- 1938年　『神話と人間』（Le mythe et l'homme 久米博訳、せりか書房、1975）
- 1939年　『人間と聖なるもの』（L'homme et le sacré）
  - 小苅米晛訳（せりか書房 1969）
  - 塚原史・小幡一雄・守永直幹・吉本素子・中村典子訳（せりか書房、1994）
- 1948年　『文学の思い上り——その社会的責任』（Babel, orgueil, confusion, et ruine de la littérature 桑原武夫／塚崎幹夫訳、中央公論社 1959）
- 1951年　『聖なるものの社会学』（Quatre essais de sociologie contemporaine 内藤莞爾訳、弘文堂、1971／ちくま学芸文庫、2000）
- 1956年　『夢の現象学』（L'incertitude qui vient des rêves）
  - 『夢について』金井裕訳、思潮社、1971、新版『夢の現象学』1986
- 1956年　『詩法』（L'Art poétique 佐藤東洋麿訳、国文社）
- 1958年　『遊びと人間』（Les jeux et les hommes）
  - 清水幾太郎、霧生和夫訳　岩波書店、1970
  - 多田道太郎／塚崎幹夫訳、講談社 1971 のち講談社文庫、講談社学術文庫 1990
- 1960年　『メドゥーサと仲間たち』（Méduse et cie 中原好文訳、思索社、1975、新装版1988）
- 1961年　『物語ポンス・ピラト』（Ponce-Pilate 金井裕訳、審美社、1975）
  - 『ポンス・ピラト ほか カイヨワ幻想物語集』金井裕訳 景文館書店 2013
- 1962年　『自然と美学』（Esthétique généralisée 山口三夫訳、法政大学出版局、1972）
- 1963年　『戦争論—— われわれの内にひそむ女神ベローナ』（Bellone ou la pente de la guerre、秋枝茂夫訳、法政大学出版局、1974、新装版2013）
- 1964年　『本能——その社会学的考察』（Instincts et société 野村二郎・中原好文訳、思索社、1974）
- 1965年　『幻想のさなかに——幻想絵画試論』（Au coeur du fantastique 三好郁朗訳、法政大学出版局、1975）
- 1966年　『イメージと人間——想像の役割と可能性についての試論』（Images, images... 塚崎幹夫訳、思索社、1978）『妖精物語からSFへ』（三好郁朗訳、サンリオSF文庫、1978）
- 1967年　『斜線——方法としての対角線の科学』（Obliques 中原好文訳、思索社、1978／講談社学術文庫、2013）
- 1967年　『夢と人間社会』（Le rêve et les sociétés humaines G.E.von グリュネバとの共著、法政大学出版局）
- 1970年　『石が書く』（L'Ecriture des pierres 岡谷公二訳、新潮社、1975）
- 1973年　『反対称——右と左の弁証法』（La dissymétrie 塚崎幹夫訳、思索社、1976）
- 1973年　『蛸——想像の世界を支配する論理をさぐる』（La pieuvre, essai sur la logique de l'imaginaire 塚崎幹夫訳、中央公論社、1975／青土社、2019）
- 1978年　『旅路の果てに——アルベイオスの流れ』（Le fleuve alphée 遺著・自伝的作品、金井裕訳、法政大学出版局、1982、改訳版2018）
- 1979年　『印（chiffre)』座右宝刊行会、書家森田子龍の墨書での共著